# AngoSat-1
O AngoSat-1 foi um satélite de comunicação geoestacionário angolano construído pela empresa russa RSC Energia que seria operado pela AngoSat. O satélite foi baseado na plataforma USP Bus e sua expetativa de vida útil era de quinze anos.

## História
O AngoSat-1 foi o primeiro satélite de comunicações de Angola. O contrato foi assinado pelas partes russas e angolanas no ano de 2009. Nos anos seguintes, ambas as partes realizaram um trabalho em conjunto para organizar o financiamento do projeto, que tornou possível proceder à sua aplicação prática. O trabalho sobre o satélite começou no final de 2012.

## Lançamento
O satélite foi lançado com sucesso ao espaço no dia 26 de dezembro de 2017, às 19:00 UTC, por meio de um veículo Zenit-3F/Fregat-SB, a partir do Cosmódromo de Baikonur, no Cazaquistão. Houve uma perda primária de contacto tão logo que o satélite entrou em órbita, as comunicações foram recuperadas e logo perdidas novamente até ao presente.

## Capacidade e cobertura
O AngoSat-1 era equipado com dezasseis transponders de banda C e seis transponders de banda Ku para fornecer serviços de telecomunicações para Angola. A abrangência de cobertura do sinal de receção na banda C deste, poderia afetar toda África e parte da Europa.

## AngoSat-2
Ao constatar que o AngoSat-1, apesar de estar em órbita, não apresenta os parâmetros para os quais foi construído, o ministro das Telecomunicações e Tecnologias de Angola, João Melo, revelou que o contrato assinado com a Rússia previa que nessas situações, deveria ser construído um outro satélite, neste caso o AngoSat-2, sem custos para a parte angolana. Em abril de 2018, o consórcio russo responsável pela construção e lançamento do primeiro satélite angolano, anunciou que a construção do AngoSat-2 começaria no dia seguinte, com seu lançamento previsto para 2020.